# Іррадіація збудження
Іррадіація збудження  (лат. irradiatio)— його поширення на певну відстань з місця свого виникнення. Величина й дальність  залежать від сили подразнення та функціонального нервового центру. В реальних умовах, незважаючи на досить часту можливість широкої ірадіації у ЦНС, збудженні фактично поширюється лише в певних напрямках і призводить виникнення чітких рефлекторних реакцій, обмежених гальмуванню.